# Roella arenaria
Roella arenaria là loài thực vật có hoa trong họ Hoa chuông. Loài này được Schltr. miêu tả khoa học đầu tiên năm 1899.